# Historia postal de Estados Unidos

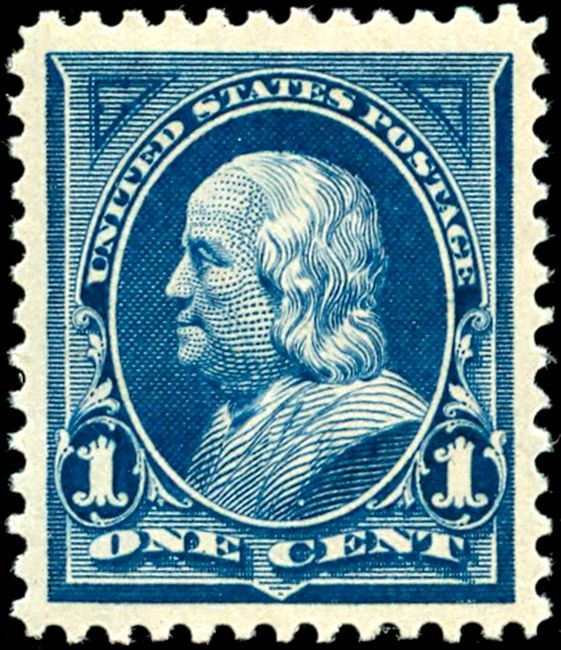
Sello de Benjamin Franklin de 1895

La historia postal de los Estados Unidos comenzó con la entrega de cartas sin sellos, cuyo costo era pagado por la persona receptora, más tarde también se incluyeron cartas prepagadas llevadas por carteros privados y oficinas de correos provisionales, y culminaron en un sistema de universales de pago por adelantado, que requería que todas las cartas llevaran sellos postales adhesivos emitidos a nivel nacional.
En los primeros días, los capitanes de los barcos llevaban al puerto correo sin sellos, cuyos destinatarios se anunciaban en los periódicos locales y quienes venían a recogerlo tenían que pagarlo, si el remitente no lo había pagado ya. El despacho postal en los Estados Unidos fue una cuestión de organización local hasta después de la Guerra de la independencia, cuando finalmente se estableció un sistema postal nacional. Las cartas sin sello, pagadas por el destinatario, y los sistemas postales privados se eliminaron gradualmente después de la introducción de los sellos postales adhesivos, emitidos por primera vez por la oficina de correos del gobierno de los Estados Unidos el 1 de julio de 1847, en denominaciones de cinco y diez centavos; el uso de sellos se hizo obligatorio en 1855.
La emisión y uso de sellos postales adhesivos continuó durante el siglo XIX, principalmente para el correo de primera clase. Cada uno de estos sellos generalmente llevaba el rostro o el busto de un presidente estadounidense u otro estadista de importancia histórica. Sin embargo, una vez que la Oficina de Correos se dio cuenta durante la década de 1890 de que podía aumentar sus ingresos vendiendo sellos como "artículos de colección", comenzó a emitir sellos conmemorativos, primero relacionados con importantes exposiciones nacionales, luego para los aniversarios de importantes eventos históricos estadounidenses. La continua innovación tecnológica impulsó posteriormente la introducción de sellos especiales, como los que se utilizan en el correo aéreo, correo Zeppelin, certificado, entre otros.
Actualmente, los sellos emitidos por la oficina de correos son autoadhesivos. En muchos casos, los empleados de la oficina de correos usan indicadores de valor postal (PVI), que son etiquetas de computadora, en lugar de sellos.
Durante más o menos un siglo y medio, las estampillas se denominaban según sus valores (5 centavos, 10 centavos, etc.), pero ahora el Servicio Postal de Estados Unidos vende sellos denominados "forever stamps" para su uso en primera clase y correo internacional. Estos sellos siguen siendo válidos incluso si hay un aumento de tarifas. Sin embargo, para otros usos, los sellos adhesivos con indicadores de denominación todavía se encuentran disponibles.

## Cronología
- 1639: Primera oficina de correos estadounidense, establecida en Boston.
- 1672: Servicio de correo de la ciudad de Nueva York a Boston.
- 1674: Servicio de correo en Connecticut.
- 1683: William Penn comienza el servicio semanal a los pueblos y ciudades de Pensilvania y Maryland.
- 1693: Comienza el servicio entre colonias en Virginia.
- 1775: Primer director general de correos nombrado: Benjamin Franklin.
- 1799: El Congreso de los Estados Unidos aprueba una ley que autoriza la pena de muerte por robo de correo.
- 1813: Primer correo en barco de vapor.
- 1832: Primer servicio oficial de correo ferroviario.
- 1847: Se emiten los primeros sellos postales de Estados Unidos.
- 1857: Se introducen los sellos perforados.
- 1860: Comienza a funcionar el servicio de correo rápido Pony Express.
- 1861: Autorización del envío de tarjetas postales.
- 1873: Se introducen las tarjetas postales con sello previo.
- 1879: Se introducen los sellos de franqueo debido.
- 1885: Se introduce el servicio de entrega especial.
- 1893: Primeros sellos de eventos conmemorativos: Exposición Mundial Colombina de Chicago.
- 1913: Comienza la entrega de paquetes postales nacionales.
- 1918: Se introducen los primeros sellos de correo aéreo.
- 1920: Correo transcontinental entre la ciudad de Nueva York y San Francisco.
- 1955: Se introduce el servicio de correo certificado.
- 1958: Artistas comienzan a diseñar sellos.
- 1963: Se introducen los códigos postales de 5 dígitos.
- 1983: Se introduce el código ZIP + 4.
- 1989: Se introduce el correo prioritario.
- 1992: Microprint introducido y primer sello conmemorativo desarrollado íntegramente por litografía offset.
- 1997: Entrega especial descontinuada.
- 2007: Se introducen los sellos Forever.